# Mariano e Giacomo
Mariano e Giacomo sono una coppia di martiri cristiani del III secolo, uccisi nella provincia romana della Numidia durante le persecuzioni di Valeriano. Il loro culto come santi risale almeno ai tempi di sant'Agostino ed è documentato da un sermone pronunciato dal vescovo di Ippona in loro onore.
Mariano era lettore ed era già scampato alla persecuzione di Decio; Giacomo era diacono: furono catturati e imprigionati a Cirta insieme ai vescovi Agapio e Secondino e furono decapitati nei pressi di Lambaesis.
La passio dei due martiri è contemporanea (l'autore si dice compagno di prigionia dei due) ma sembra essere di scarsa storicità in quanto condotta sul calco di quella di Perpetua e Felicita.
Le loro reliquie sarebbero state traslate a Gubbio e sistemate in duomo: ai santi Mariano e Giacomo è infatti intitolata la chiesa cattedrale cittadina.
L'elogio dei santi Mariano e Giacomo si legge nel Martirologio romano al 6 maggio.